# 艾春荣
艾春荣，中国人民大学统计与大数据研究院院长，中华人民共和国教育部长江学者讲座教授，主要从事计量经济学、实证微观经济学等方面的研究工作。

## 生平
艾春荣先后毕业于华中科技大学、麻省理工学院，后任佛罗里达大学惠灵顿工商管理学院经济系终身教授、中国人民大学统计与大数据研究院院长。